# 趙季通
趙季通（？—1427年），字師道，浙江天台人。明朝初期政治人物。
其由教官出身，后担任永豐、龍溪知县。后参与编撰《明太祖實錄》，累進国子监司業。后担任赵王府左長史，與董子莊同心輔導赵王朱高燧。